# Pomaderris discolor
Pomaderris discolor är en brakvedsväxtart som först beskrevs av Étienne Pierre Ventenat, och fick sitt nu gällande namn av Dc.. Pomaderris discolor ingår i släktet Pomaderris och familjen brakvedsväxter. Inga underarter finns listade i Catalogue of Life.